# Senta
Senta (mađ. Zenta) je jedan od najstarijih gradova u Vojvodini (Srbija).

## Zemljopis
Nalazi se u srednjem dijelu toka Tise kroz Srbiju, na samoj obali rijeke. Pored samog grada Sente, u općini Senta se nalaze i naselja: Gornji Breg, Tornjoš, Kevi i Bogaraš. Prema popisu iz 2002. godine, Senta ima 20.363, dok općina Senta 25.619 stanovnika.

## Povijest
Senta je izrasla oko samostana. Prvi put se spominje 1216. godine i razvija zahvaljujući pogodnom geografskom položaju, na važnom prijelazu preko rijeke Tise. Od 14. stoljeća posjed je budimskog nadbiskupa. Godine 1506. postala je slobodni kraljevski grad. U ratu između Austrije i Turske, jedna od najvećih pobjeda Austrije bila je bitka kod Sente 11. rujna 1697. godine ("Kod Sente je spašen Beč"). Nakon što su se Srbi graničari iz Potisko-pomoriške granice 1742. godine većinom iselili u Rusiju u XVIII. i XIX. stoljeću Sentu su naselili Mađari, Slovaci, Nijemci i Židovi. Veleposjednik iz obitelji Latinovića je u 18. stoljeću naselio skupinu Zaporoških kozaka. Između dva svjetska rata i poslije 1945. Sentu su naselili Srbi, Crnogorci i drugi narodi. Senćansko pristanište, udaljeno 124 km od ušća Tise u Dunav, bilo je jedno od najvažnijih u prostoru dvorječja. Godine 1769. Senta je izgorjela u velikom požaru.

## Stanovnici
Na popisu 2002., većinu čine Mađari, koji čine 78,12%, zatim Srbi, koji čine 13,07%, Jugoslaveni, koji čine 1,83%, Romi, koji čine 1,15%, Crnogorci, koji čine 0,58%, Hrvati čine 0,38% te ostali.
Od Hrvata u Senti žive Bunjevci (selo Mol) .

### Poznate osobe
- Tamara Boroš, hrvatska reprezentativka u stolnom tenisu
- Arpad Šterbik, rukometni vratar španjolske rukometne reprezentacije
- Nemanja Nikolić, mađarski nogometni reprezentativac i igrač Chicago Firea
- Laslo Đere, srpski tenisač

## Vanjske poveznice
- službena prezentacija grada  Arhivirana inačica izvorne stranice od 4. veljače 2009. (Wayback Machine)